# هال هالتون (تشيشير)
هال هالتون (بالإنجليزية: Hale, Halton)‏ هي قرية و أبرشية مدنية تقع في المملكة المتحدة في إنجلترا.  يقدر عدد سكانها بـ 1,898 نسمة .